# Legia de Varsovia
El Legia de Varsovia (en polaco y oficialmente: Legia Warszawa Spółka Akcyjna) es un club de fútbol de la ciudad de Varsovia, en Polonia. Fue fundado el 14 de marzo de 1916 y actualmente milita en la Ekstraklasa, la primera división de fútbol del país.
El club fue fundado durante las operaciones militares de la Primera Guerra Mundial en el frente oriental en el barrio de Maniewicze en Volinia como el club de fútbol de las Legiones Polacas. Después de la Primera Guerra Mundial (desde el 31 de julio de 1922) se convirtió en el principal club de fútbol del Ejército polaco con el nombre de Wojskowy Klub Sportowy Legia Warszawa ("Club Deportivo Militar Legia de Varsovia"). En los años 1949–1957 el Legia era conocido por el nombre de CWKS Warszawa ("Club Deportivo Militar Central de Varsovia").
El Legia es uno de los clubes de fútbol más exitosos en la historia de Polonia, con un total de quince campeonatos de liga y un récord de veintiuna Copas de Polonia. Los colores tradicionales del club son camiseta blanca, pantalón negro y medias blancas. El Legia disputa sus partidos como local en el Estadio del Ejército Polaco, inaugurado en 1927 pero reformado completamente en 2008. 
Mantiene una intensa rivalidad con el Lech Poznań, el Wisła Cracovia y en particular con el vecino Polonia Varsovia, equipo con el que disputa el llamado Derbi de Varsovia.

## Historia

### Fundación y primeros años (1916-1948)

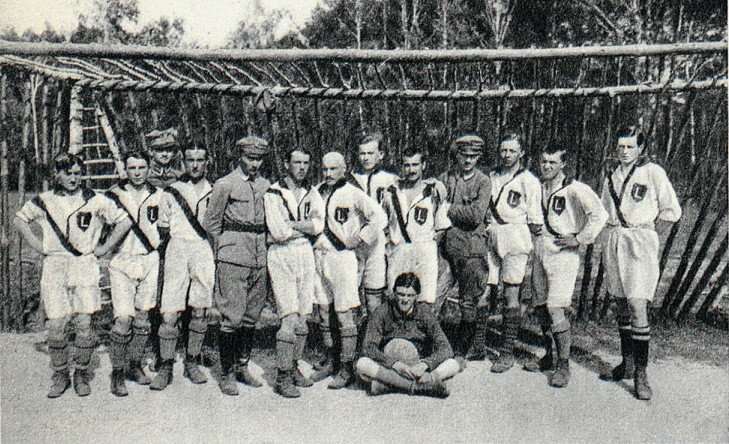
Legia Warsaw en 1916.

El Legia fue fundado entre el 5 y el 15 de marzo de 1916 durante las operaciones militares de la Primera Guerra Mundial en el Frente Oriental en el barrio de Maniewicze en Volinia, como el principal club de fútbol de las Legiones Polacas. Sin embargo, el equipo inició sus primeros entrenamientos a principios de la primavera de 1915, en la ciudad de Piotrków Trybunalski. En julio de 1916, debido a la ofensiva Brusilov, el Legia se trasladó permanentemente a la capital de Varsovia.

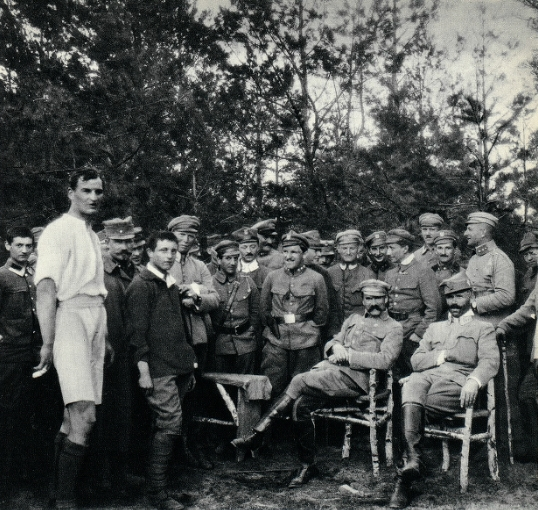
Los vínculos entre el Legia de Varsovia y el ejército polaco siguen vigentes a día de hoy.

El primer partido en Varsovia del Legia se jugó el 29 de abril de 1917 contra sus rivales locales del Polonia Varsovia y el marcador final fue de empate a un gol. Hasta el final de la Primera Guerra Mundial, el Legia jugó nueve partidos, seis victorias y tres empates. En primer partido fuera de casa del Legia fue contra el KS Cracovia, que terminó con el resultado de 2:1 favorable al Legia. Con la victoria sobre el Cracovia, vigente campeón de la liga polaca en ese momento, el Legia fue bautizado como campeón no oficial del país.
El 8 de mayo de 1927 el Legia disputó su primer partido oficial en primera división contra el ŁKS Łódź, en el que ganó por 6:1 como visitante en Lodz. Marian Łańko anotó el primer gol de la historia del club en primera división —marcó un hat-trick al término del partido—.
Desde 1930 el Legia había estado jugando en el Estadio del Ejército Polaco (Stadion Wojska Polskiego), cuya construcción fue un regalo para el club de Józef Pilsudski. En 1936 el Legia descendió a segunda división, donde permaneció hasta el final de la Segunda Guerra Mundial.

### Segunda Guerra Mundial: CWKS Warszawa (1948-1950)
Después de la Segunda Guerra Mundial, el Legia aumentó su plantilla con muchos jugadores nuevos y al final de 1949 el club cambió su nombre a Centralny Wojskowy Klub Sportowy (Club Deportivo Central del Ejército). Entre ellos destacaron Julian Neuding, Karol Rudolf, Henryk Czarnik, Józef Ziemian o Kazimierz Gorski, quien se convirtió en internacional con la selección de Polonia.
En 1948, tras una pausa de nueve años debido al conflicto, regresó la primera división y los Wojskowi («militares») se clasificaron tras vencer en su campeonato regional y acabaron en cuarto lugar en el nacional, empatado a puntos con el tercer clasificado, el Ruch Chorzów. Sin embargo, las dos siguientes temporadas fueron discretas para el Legia, ya que permaneció en primera división debido al balance favorable de goles en relación con los equipos que descendieron.
Las autoridades comunistas polacas volvieron a renombrar al club, en noviembre de 1949, a Centralny Wojskowy Klub Sportowy Warszawa («Club Deportivo Militar Central de Varsovia»), al presentar el nuevo escudo de armas (con la «C» mayúscula, y «W», «K» y «S» en minúscula). El propietario oficial del equipo pasó a ser el Ejército Popular de Polonia, por lo que el Legia se convirtió en club militar de Polonia, lo que significaba gran poder a la hora de realizar fichajes, ya que ofrecían salarios del ejército a los jugadores de otros clubes. Entre otros, fueron enviados a Varsovia futbolistas como Lucjan Brychczy, Ernest Pohl o Edmund Kowal.

### Primeros éxitos del club (1951-1959)
En 1951 el Legia finalizó en tercer lugar en la liga y fue eliminado en octavos de final de la Copa de Polonia por el Polonia Varsovia. Un año más tarde, el Legia consiguió el primer éxito de su historia al llegar a la final de copa. Sin embargo, este hito fue alcanzado por el CWKS Ib Warszawa, el equipo filial, ya que el primer equipo fue eliminado en octavos de final por el Budowlani Gdańsk. El filial del Legia perdió la final ante el Polonia Warszawa (en ese momento llamado Kolejarz Warszawa) por un gol a cero.
El Legia ganó su primer título el 29 de septiembre de 1955 tras derrotar en la final de la Copa de Polonia al Lechia Gdańsk por 5-0. Un mes más tarde, el 20 de noviembre, el club se proclamó campeón de liga de Polonia por primera vez en su historia. El equipo dirigido por el entrenador húngaro János Steiner ganó el primer doblete en la historia del fútbol polaco. La temporada siguiente, en la que el club celebra su 40 aniversario, la dirección deportiva contrató al entrenador Ryszard Koncewicz y repitió el doblete del año anterior. Primero selló el campeonato polaco después de un empate 2-2 con el ŁKS Łódź, luego venció en la final al Górnik Zabrze por 3-0.
Estos éxitos se lograron mediante el fortalecimiento del equipo a través de los fichajes de importantes jugadores de clubes como el Polonia Bytom, Ruch Chorzów o el Wawel Kraków, oficialmente debido a la "reorganización de la división militar", pero en la práctica, esto significaba fortalecer al Legia. Además del doblete nacional de 1956, el club logró la mayor victoria en primera de su historia tras endosar un 12-0 al Wisla Cracovia. El dominio total del Legia se reflejaba, también, en los tres primeros puestos de los máximos goleadores, todos ellos del Legia Varsovia, pero el ganador del título de máximo goleador con 21 tantos fue el goleador Henryk Kempny.
El debut del Legia en competición europea se produjo en la Copa de Europa de 1957, donde se enfrentó en dieciseisavos de final al campeón checoslovaco, el Slovan Bratislava. En el primer encuentro, el Slovan finiquitó la eliminatoria al vencer por 4-0 al Legia en Bratislava y el partido de vuelta en Varsovia ganó el CWKS por 2-0 con goles de Edmund Kowal —el primer goleador en competición europea del club— y Lucjan Brychczy, pero fue eliminado de la competición. El partido de Varsovia atrajo a 40 000 espectadores. Esa temporada el equipo finalizó en cuarto lugar en liga.
En una reunión celebrada el 2 de julio de 1957, presidida por el coronel Edward Potorejko, se aprobaron los estatutos del club y se seleccionaron a los once miembros que conformarían el consejo de dirección del CWKS. También cambió la naturaleza jurídica y el nombre del club, Wojskowy Klub Sportowy „Legia” Warszawa («Club Deportivo Militar "Legia" de Varsovia»). Además, se aprobaron los colores del equipo: blanco, rojo, verde y negro (más tarde cambiado el orden de los dos primeros colores), y el escudo, en vigor hasta el 30 de junio de 2005. El Legia fue invitado a España el 24 de septiembre de ese año para inaugurar el nuevo estadio del FC Barcelona, el Camp Nou. El partido terminó con el resultado de 4-2 para los anfitriones.

### Debut en Europa y bicampeón de liga (1960-1970)
En los años 1960 el Legia ocupó regularmente la parte alta de la clasificación. En 1960, el Estadio del Ejército Polaco instaló iluminación artificial y se convirtió en el segundo estadio en Polonia donde se puede jugar partidos de noche. El primer partido sin luz natural tuvo lugar el 5 de octubre de 1960 con el AGF Aarhus danés en Copa de Europa.

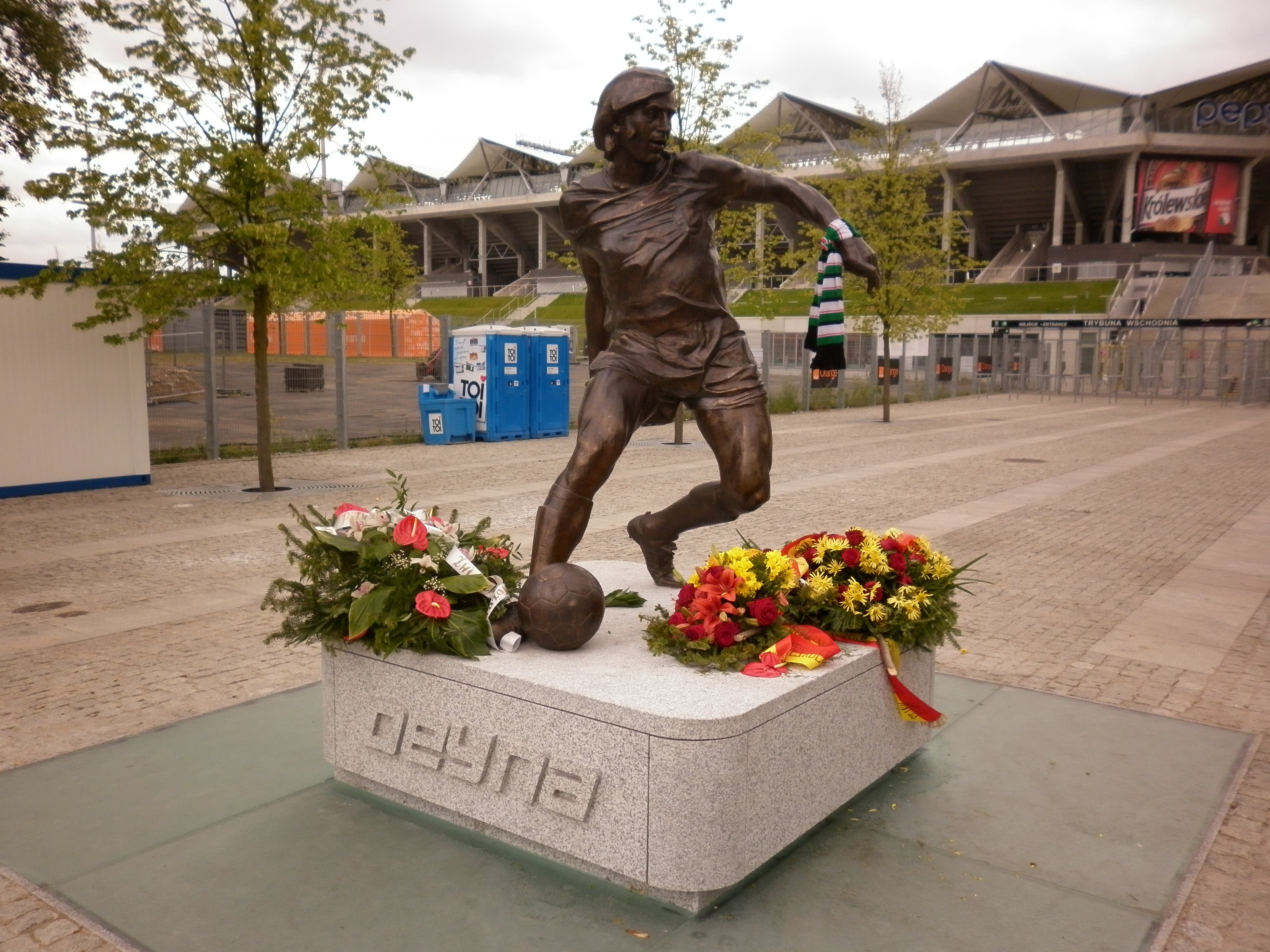
Estatua de Kazimierz Deyna junto al Stadion Wojska Polskiego. Deyna jugó 304 partidos oficiales de liga con el Legia y anotó 93 goles.

El campeonato polaco se celebró, por primera vez, con el sistema de temporada de otoño-primavera en la 1962–63, en la que el equipo terminó en séptimo lugar. En la siguiente temporada 1963–64 acabó en cuarta posición en la liga, con los mismos puntos que el subcampeón y el tercer clasificado. Un resultado mucho mejor para el Legia llegó con la Copa de Polonia, donde el equipo dirigido por el entrenador rumano Virgil Popescu llegó a la final. En el partido jugado en el Estadio Nacional de Varsovia el Legia ganó en la prórroga al Polonia Bytom 2-1. Los dos goles fueron obra de Henryk Apostel. En la temporada 1964–65 disputó la Recopa de Europa, en la que eliminó al ESV Admira-NÖ Energie Wien en primera ronda, al Galatasaray turco en segunda ronda y cayó eliminado en cuartos de final ante el TSV 1860 Múnich.
El club celebró su 50.º aniversario en 1966 y consiguió ganar su cuarta Copa de Polonia. Al ganar el trofeo el Legia obtuvo el derecho a competir en la Recopa de Europa en la temporada 1966-67, pero fue eliminado en primera ronda contra el BSG Chemie Leipzig. En la temporada 1967-68 logró el subcampeonato de liga y debutó en la Copa de Ferias, en la que eliminó al TSV 1860 Múnich y al KSV Waregem belga antes de ser eliminados por el Újpest FC de Budapest.

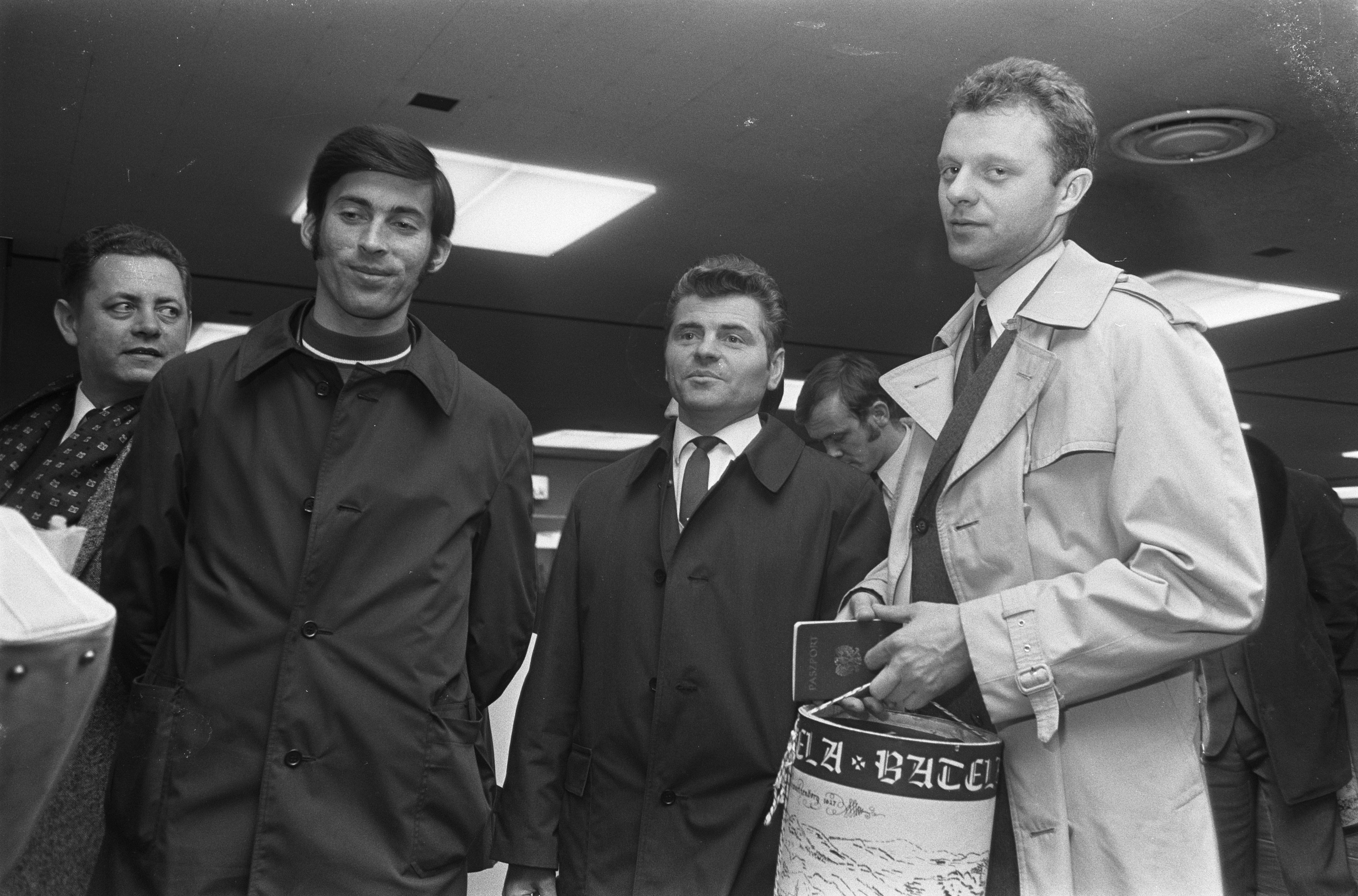
Kazimierz Deyna y Lucjan Brychczy

El Legia consiguió su tercer campeonato de liga en 1969 al imponerse en la clasificación al Górnik Zabrze. La temporada 1969–70 trajo un cambio en la posición de entrenador del primer equipo con Edmund Zientara. En la Copa de Europa  el Legia firmó una gran actuación al llegar a las semifinales de la competición. En primera ronda derrotó por 2-1 y 8-0 al UTA Arad rumano, en segunda ronda al campeón francés del AS Saint-Étienne y en tercera ronda al Galatasaray SK antes de caer en semifinales contra el Feyenoord Rotterdam. El primer partido en Varsovia terminó en un empate 0-0, mientras que el equipo neerlandés venció 2-0 en la vuelta. Aún en esa misma temporada, el Legia de Zientara revalidó el título de campeón de liga, su segundo consecutivo, y cerró una década con dos ligas al final tras un comienzo irregular.

### Sequía en liga y dominio en Copa (1971-1989)
Como campeón de liga de 1970, el club se clasificó para la Copa de Europa, donde firmó otro buen papel como en la última edición. En primera ronda eliminó al IFK Göteborg y en segunda al Standard Liège. Sin embargo, fue eliminado en cuartos de final por el Atlético de Madrid. En el campeonato doméstico fue superado por el Górnik Zabrze, pero acabó como subcampeón a cinco puntos del equipo silesio. El club no volvió a conseguir ningún título hasta 1973, cuando se proclamó campeón de su quinta Copa de Polonia. El resto de la década de 1970, pese a ser considerada la «edad dorada del fútbol polaco», fue decepcionante para el Legia.
Sin embargo, la década de 1980 fue dominada por el Legia en la competición de copa al ganar las ediciones de 1980, 1981 y 1989. En competición europea tampoco logró buenos resultados. En la Recopa de Europa 1981–82 eliminó al Vålerenga IF en primera ronda y al Lausanne Sports en segunda, pero fue eliminado por el FC Dinamo Tbilisi en cuartos de final. Una participación decente fue la que firmó en la Copa de la UEFA 1985–86 cuando fue eliminado por el Inter de Milán en tercera ronda. Antes los Legioniści derrotaron al Viking FK y Videoton en primera y segunda ronda, respectivamente.
En 1989 el Legia añadió un nuevo título a su palmarés con la Supercopa de Polonia. El club había vencido en la temporada anterior al Jagiellonia Białystok para sumar su octava Copa de Polonia, por lo que disputó la Supercopa ante el campeón de liga, el Ruch Chorzów, en un torneo que celebraba su cuarta edición. La final se disputó en Zamość y el Legia venció al Ruch por un contundente 0-3.
Unos meses más tarde, el 1 de septiembre de 1989, moría el mítico futbolista del Legia Kazimierz Deyna en un accidente de tráfico en San Diego, California, con 41 años de edad. Deyna jugó 304 partidos oficiales de liga con el Legia y anotó 93 goles. El club levantó una estatua suya junto al estadio en su honor.

### Edad dorada del club (1990-1997)
La década de 1990 fue una época muy fructífera para el Legia y es la edad dorada del club en cuanto a títulos. Pese a proclamarse campeón de su novena Copa polaca en 1990 —segunda consecutiva tras el título de 1989— ante el GKS Katowice, los comienzos de la década no fueron un éxito inmediato para el club, sobre todo en la competición de la liga polaca. La temporada 1990-91 finalizó en noveno lugar y la siguiente en décima posición —por primera vez desde la Segunda Guerra Mundial el Legia se vio amenazado con bajar a segunda división—. Al ganar la novena Copa de Polonia en 1990, el Legia volvió a participar en la Recopa. Los «militares»  lograron un gran éxito eliminando al FC Swift Hesperange, Aberdeen FC y la Sampdoria, pero fue eliminado por el Manchester United en semifinales (1-3 en Varsovia y empate a un gol en Mánchester).
Tras la caída del comunismo en Polonia, en otoño de 1993 el club recibió al primer patrocinador privado, el empresario Janusz Romanowski, ue firmó un acuerdo de patrocinio por dos años con su empresa FSO y con Adidas. El alto presupuesto del club significó poder realizar fichajes como Maciej Śliwowski y Radosław Michalski. Esto se tradujo en un mejor rendimiento y el 20 de junio de 1993, después de un 6-0 a domicilio sobre el Wisla Cracovia, el equipo ganó se proclamó campeón de liga. Sin embargo, al día siguiente, la Junta de la Federación Polaca de Fútbol (PZPN), con una votación de 5-4, decidió retirar el título de la liga al Legia en favor del tercer equipo en la tabla, el Lech Poznań (después de la cancelación de los últimos partidos del Legia y el ŁKS Łódź). La razón de esta decisión fueron las acusaciones de soborno de los partidos Wisła Cracovia - Legia Varsovia (0-6) y ŁKS Łódź - Olimpia Poznań (7-1) en la última jornada de liga. Además, el Legia fue condenado a pagar 500 millones de zloty. Los responsables del club han intentado en dos ocasiones (diciembre de 2004 en enero de 2007) solicitar la reversión de la decisión desfavorable y restaurar el título, pero sin éxito.
Después de la cuarta jornada de la temporada 1993–94 el Legia destituyó a su entrenador, Janusz Wójcik y contrató a Paweł Janas. Los resultados mejoraron de tal forma que el Legia logró su primera "triple corona" de la historia del fútbol en Polonia. Gracias al empate a un gol el 15 de junio de 1994 contra el Górnik Zabrze en Varsovia, el equipo militar mantuvo un punto por delante del segundo, el GKS Katowice y ganó su quinto campeonato polaco, tras una sequía liguera de catorce años. Solo tres días después, el 18 de junio en la final de Copa, el Legia derrotó 2-0 al ŁKS Łódź para ganar la décima Copa polaca de su historia. El partido de la Supercopa fue disputado el 24 de julio Legia jugó bien y volvió a derrotar (6-4) al ŁKS Łódź en Płock. El club se clasificó por primera vez a la renovada Liga de Campeones —la anterior Copa de Europa—, pero fue eliminado por el Hajduk Split de forma clara (0-1 en Varsovia y 4-0 en Split).
La siguiente temporada se inició con la firma de un contrato para transmisiones de los partidos de Canal+ (el primer club en Polonia). El 31 de mayo de 1995 el club ganó su sexto campeonato de Polonia y segundo consecutivo. Lo mismo hizo en la Copa de Polonia al ganar en la final al GKS Katowice por dos goles a cero (Leszek Pisz 26', Jerzy Podbrożny 90'). Sin embargo tuvieron lugar una de las primeras protestas colectivas en el estadio debido a los altos precios de las entradas y la prohibición de mostrar banderas en las vallas. La protesta terminó después de tres partidos en Varsovia gracias a un acuerdo con los activistas. En su segunda participación en la Liga de Campeones, el Legia marcó un nuevo récord entre los clubes polacos al alcanzar los cuartos de final. Superó en la ronda previa al IFK Göteborg y se clasificó en su grupo junto al Spartak Moscú (los otros dos integrantes eran el Rosenborg y el Blackburn Rovers). En cuartos de final se enfrentó al Panathinaikos FC, con quien empató sin goles en Varsovia, pero que fue derrotado 3-0 en Atenas con dos goles del delantero polaco Krzysztof Warzycha.
En 1997, el club se transformó en la sociedad anónima Sportową Spółkę Akcyjną (SSA) „Legia” Warszawa y adquirió un nuevo patrocinador, la empresa coreana Daewoo. El equipo no volvió a triunfar en la liga, pero sí consiguió volver a ganar la Copa de Polonia y la Supercopa en 1997. El club, que tampoco cosechó grandes éxitos en competiciones europeas, cerró así la década de 1990 con un balance de ocho títulos oficiales.

### SigloXXIy altibajos (1998-2011)
El cambio de siglo comenzó de forma positiva para el Legia, ya que en 2002 los Wojskowi se hicieron con su séptimo título de liga en una temporada atípica que se disputó tras una fase regular y dos grupos finales, uno por el título y otro por el descenso. Entre 2001 y 2004 no la PZPN no organizó la Supercopa, pero en su lugar retomó la Copa de la Liga en 2000, inactiva desde 1978. Precisamente el Legia ya había perdido este título en la reedición anteriormente citada al perder contra sus rivales del Polonia Varsovia. En 2002 pudo ampliar su palmarés con este título al vencer al Wisła (3-0 y 1-2). En Liga de Campeones fue eliminado por el FC Barcelona en tercera ronda tras haber derrotado al FK Vardar.

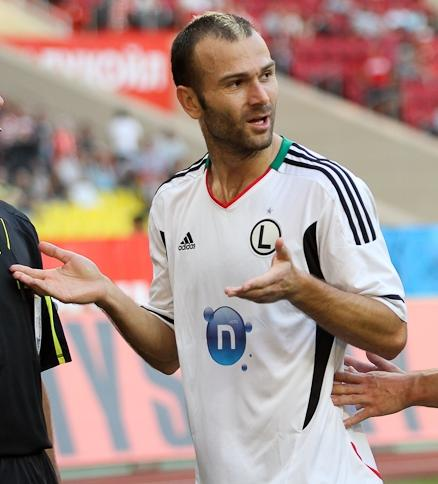
El delantero serbio Danijel Ljuboja, máximo goleador del Legia con 12 goles en la Ekstraklasa 2012–13 de la que resultó campeón.

El 8 de abril de 2004 fue una fecha importante en la historia del club, ya que este fue adquirido en un 80% por el grupo audiovisual ITI Group, tras el pago del equivalente de 750 000 dólares en efectivo y asumiendo las garantías ofrecidas por el vendedor en 1,1 millones de dólares, según el comunicado oficial de ITI emitido en ese día.
En 2006 volvió a proclamarse campeón de Polonia en la celebración del 90 aniversario del club y en Liga de Campeones volvió a tener mala suerte con el sorteo en tercera ronda, esta vez con el Shakhtar Donetsk. Sin embargo, en 2008 el Legia pudo completar una excelente temporada, ya que ganó su decimotercera Copa de Polonia y ganó su cuarta Supercopa, pero no pudo con el Wisła en la Ekstraklasa 2007–08, lo que le habría dado su segundo triplete de su historia.
El 11 de julio de 2007 Legia fue expulsado de la Copa Intertoto y puesto en periodo de prueba por la competencia europea para la temporada siguiente, y durante las subsiguientes cinco temporadas, en caso de clasificar a dicha competición. Este fue el resultado de que algunos de sus ultras causasen disturbios durante el partido contra el club FK Vetra de Lituania en Vilna. La UEFA declaró que había "evidentes problemas con los hinchas del Legia en partidos fuera de casa en el continente". La decisión de prohibir al Legia de participar en las copas europeas fue cambiado a la prueba por cinco años, y el Legia participó en la fase de clasificación para la Copa de la UEFA 2008.
El club consiguió imponerse en la Copa de Polonia en las ediciones 2008, 2011 y 2012, mientras que en el campeonato doméstico no podía con sus rivales por el título, aunque siempre acabó en esos años entre los tres primeros. En 2013, el Legia volvió a hacer doblete al conseguir ganar su novena liga polaca y su decimosexta copa al vencer en la final al Śląsk Wrocław. El Legia es, con mucho, el equipo más exitoso en esta competición solo seguido por el Górnik Zabrze, con seis copas.

### Ambiciones europeas (2012-presente)
Su participación en la UEFA Europa League 2011-12 fue una de sus mejores actuaciones en los últimos años. Pese a que cayó en treinaidosavos de final, el Legia eliminó a varios equipos importantes de Europa: en primer lugar eliminó al Gaziantepspor, para después sorprender al Spartak Moscú, PSV Eindhoven, Hapoel Tel Aviv y Rapid București. Finalmente fue el Sporting de Portugal quien eliminó al conjunto polaco.

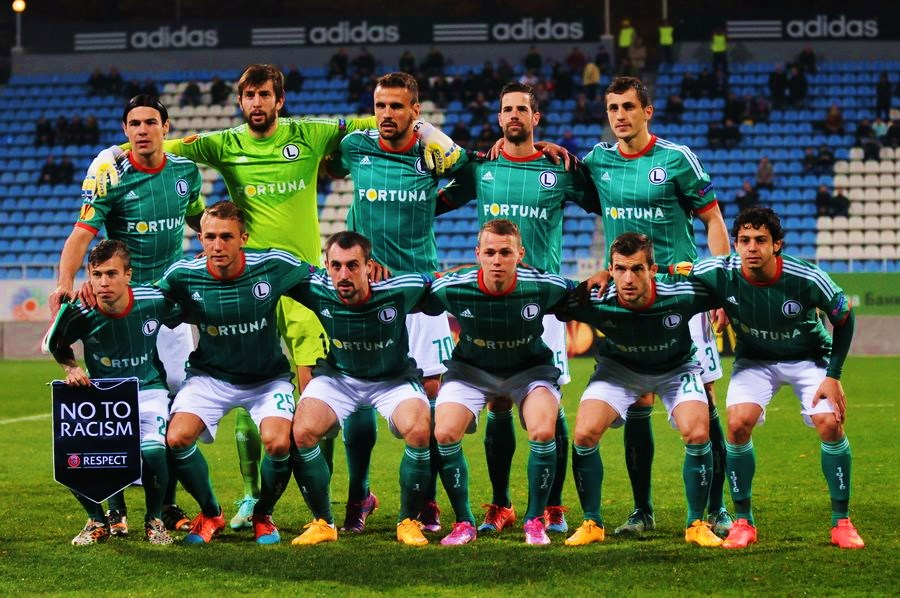
Plantilla del Legia en la temporada 2014/15.

En 2014, el Legia ganó su décima Ekstraklasa, clasificándose así para jugar la segunda ronda previa para campeones de liga de la Champions, en la que goleó al St. Patrick's Athletic por un contundente global de 6-1 para posteriormente golear también por un global de 6-1 al Celtic de Glasgow. Sin embargo, la UEFA excluyó al Legia de la competición por alineación indebida al alinear al jugador Bartosz Bereszyński, jugador, a criterio de la UEFA, suspendido. El jugador, sancionado con 3 partidos en un partido de la fase de grupos de la UEFA Europa League 2013-14 ya había cumplido 1 partido y al no ser inscrito por el club para la segunda ronda previa, el club entendió que ya había cumplido la sanción de 3 partidos, pero según la UEFA, el jugador debía estar inscrito para que constara que no había jugado los 2 partidos restantes que duraba su sanción. Por este motivo, el Legia fue excluido de la competición, pasando a jugar la Europa League, competición en la cual consigue clasificarse como primero de grupo a dieciseisavos de final, donde se enfrentó al Ajax de Ámsterdam. Dentro de las competiciones domésticas, sin embargo, no fue capaz de ganar la supercopa polaca ante el Zawisza Bydgoszcz, siendo derrotado por un resultado desfavorable de 3-2. No obstante, siguió dominando la Copa de Polonia, en la continua pugna con el Lech Poznań.
El Legia se clasificó para la fase de grupos de la Liga de Campeones de la UEFA 2016-17, tras superar en las rondas previas al HŠK Zrinjski Mostar, FK AS Trenčín y por último al Dundalk FC de Irlanda. El club polaco logró una plaza dentro de la máxima competición europea, internándose en el Grupo F junto a equipos de gran calibre, como el Real Madrid, el Borussia Dortmund o el Sporting de Lisboa. Su participación dentro del campeonato estuvo en el punto de mira de la UEFA, la cual se planteó la expulsión del club después de que sus ultras atacasen a las fuerzas de seguridad que custodiaban el estadio del conjunto alemán. Finalmente, un empate frente al Real Madrid y una victoria mínima ante el Sporting le permitió clasificarse como tercero a la Europa League,
 enfrentándose al Ajax de Ámsterdam en dieciseisavos de final.
El Legia de Varsovia levantó su tercer título ligero consecutivo en la Ekstraklasa 2017-18. El club varsoviano visitaba el Estadio Municipal de Poznan con la esperanza de garantizar el título e imponerse al Lech Poznań para ampliar la distancia respecto al segundo clasificado, el Jagiellonia Białystok. En el minuto 77, después del gol de Michał Kucharczyk, los ultras del Lech Poznań lanzaron bengalas al césped e invadieron el terreno de juego, obligando al árbitro a cancelar el encuentro y otorgar la victoria al Legia por 3-0. También celebró su decimonovena Copa de Polonia tras imponerse por 2-1 al Arka Gdynia. El Legia obtuvo una plaza para disputar la Liga de Campeones de la UEFA 2018-19, eliminando al Cork City FC en primera ronda aunque cayendo derrotada ante el Spartak Trnava de Eslovaquia en la segunda ronda por 2-1.
En la siguiente temporada, el Legia finalizó en segunda posición por detrás del Piast Gliwice, optando a la Liga Europa de la UEFA 2019-20. Después de vencer al Europa Football Club, KuPS Kuopio y Atromitos de Atenas durante las sucesivas rondas clasificatorias, el club polaco no pudo remontar al Rangers FC de Escocia en la última ronda de playoff de la competición, quedándose a las puertas de la fase de grupos de la Liga Europa. 
Al año siguiente el Legia se proclamó campeón de la Ekstraklasa por decimocuarta vez en su historia, igualando el récord establecido por el Wisła Cracovia, el Ruch Chorzów y el Górnik Zabrze en una temporada atípica marcada por la paralización de la competencia debido a la pandemia de COVID-19. Un positivo entre el plantel del Legia haría que la Asociación Polaca de Fútbol decidiese anular la Supercopa de Polonia prevista para el 9 de agosto de ese mismo año, en donde el equipo varsoviano se mediría al KS Cracovia en la final. Finalmente se restableció la competición para el 9 de octubre de 2020, venciendo el KS Cracovia en la tanda de penaltis por 5-4.
Concluida la temporada 2020-21, el Legia de Varsovia batió el récord de títulos de la Ekstraklasa al obtener su decimoquinto trofeo, clasificándose para la primera ronda previa de la Liga de Campeones de la UEFA 2021-22. Tras vencer al Bodø/Glimt noruego y el Flora Tallin estonio, el Legia fue eliminado de la máxima competición continental por el Dinamo de Zagreb en la tercera ronda previa por 2-1, pasando a la ronda de play-off de la Liga Europa de la UEFA, venciendo al Slavia Praga y entrando en la fase de grupos del torneo. En el sorteo, el club polaco fue emparejado con el Napoli, el Leicester City y el Spartak de Moscú en el grupo C. A pesar de las buenas sensaciones dejadas inicialmente por el club en Europa, venciendo por 1-0 al Spartak y al Leicester, los malos resultados en liga motivó la destitución de Czesław Michniewicz, siendo sustituido por el entrenador del segundo equipo, Marek Gołębiewski. Durante la breve etapa de Gołębiewski como técnico del Legia, el conjunto varsoviano arrastró siete derrotas seguidas, hecho que no pasaba desde 1958; el equipo polaco también acabó en última posición en la fase de grupos de la Liga Europa. Gołębiewski presentó su dimisión el 12 de diciembre de 2021, tras perder el derbi de Mazovia ante el Wisła Płock y quedar como colista de la Ekstraklasa, únicamente con 12 puntos. Fue sucedido por Aleksandar Vuković, antiguo entrenador del club entre 2019 y 2020. El Legia despidió la temporada en décima posición, igualando su peor clasificación desde la 91-92 y acabando con balance de goles negativo por primera vez desde la campaña 75-76.

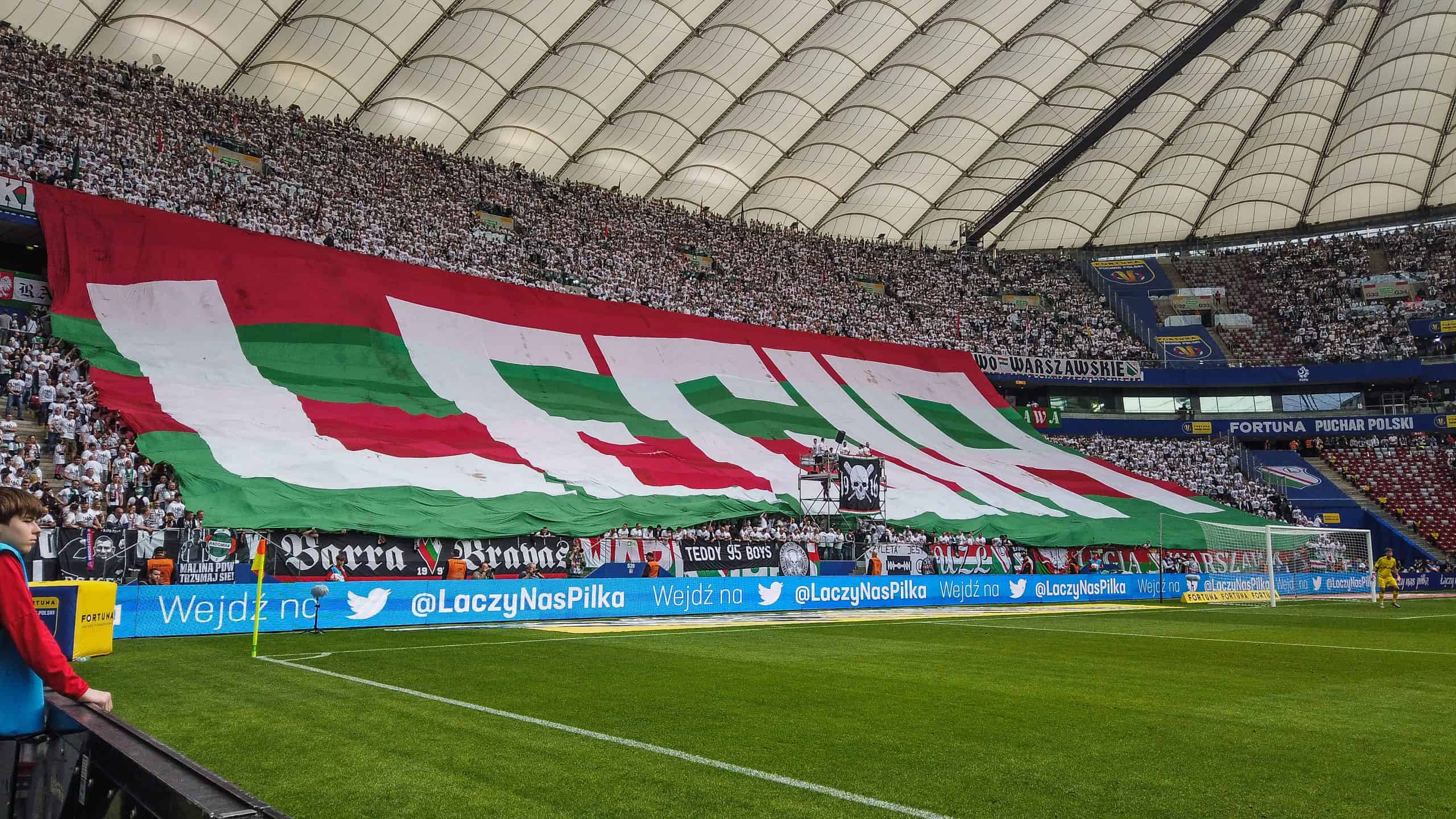
Tifo del Legia en la final de la Supercopa de Polonia 2023 en el Estadio Nacional de Varsovia. El Legia ganó por 6-5 en la tanda de penales al Raków Częstochowa.

Tras la pésima temporada anterior, donde por primera vez desde 2010 el Legia no disputó competiciones continentales, un nuevo equipo comandado por Kosta Runjaić consiguió en la 89ª edición de la Ekstraklasa alcanzar la segunda posición, por detrás del Raków Częstochowa, equipo al que venció el 2 de mayo de 2023 en la tanda de penaltis de la final de la Supercopa de Polonia por 6 a 5. Los varsovianos levantaron su vigésima copa nacional y obtuvieron una plaza para disputar la tercera edición de la Liga Europa Conferencia de la UEFA, donde avanzaron desde la segunda ronda clasificatoria hasta la fase de grupos, imponiéndose por el camino al Ordabasy, el Austria Viena y el Midtjylland. En grupos, el Legia quedó en segundo lugar por detrás del Aston Villa y por delante del AZ Alkmaar y el equipo cenicienta y debutante de la competición, el HŠK Zrinjski Mostar bosnio. La fase de grupos estuvo protagonizada por múltiples polémicas, como la negativa del Aston Villa de vender entradas a los aficionados polacos, lo que ocasionó disturbios en los exteriores del Villa Park, y especialmente el partido de ida en los Países Bajos frente al AZ, donde el Legia denunció supuestos malos tratos por parte de la policía neerlandesa, que culminaron en un enfrentamiento de los aficionados polacos con las fuerzas del orden holandesas, donde el presidente del club Dariusz Mioduski fue golpeado y dos futbolistas legionarios fueron detenidos por las autoridades: el defensa serbio Radovan Pankov y el centrocampista y capitán del equipo Josué Pesqueira. Los polacos presentaron una demanda a la UEFA que fue desestimada, siendo sancionados por el organismo europeo y recibiendo la prohibición de vender entradas a sus hinchas.El 15 de diciembre de 2023, la UEFA multó al AZ con 40.000 euros por no garantizar la seguridad al equipo polaco. El Legia quedó en segunda posición, pasando de ronda pero cayendo en la ronda preliminar de la fase eliminatoria ante el Molde FK.
La tercera posición lograda en la 90.ª edición de la Ekstraklasa de la mano del técnino portugués Gonçalo Feio permitió al Legia disputar nuevamente la Liga Conferencia de la UEFA 2024-25, torneo que estrenaba nuevo formato de fase de liga con un grupo único. El club polaco se incorporó a partir de la segunda ronda clasificatoria y venció por el camino al Caernarfon Town, Brøndby IF y FC Drita. En la fase de liga tuvo que medirse al Real Betis, FK TSC, Dinamo Minsk, AC Omonia, FC Lugano y Djurgården, manteniendo un récord de cuatro partidos invictos con la portería a cero y clasificando directamente a los octavos de final tras quedar en séptima posición. En octavos fue emparejado de nuevo con el Molde, al igual que el año pasado, aunque en esta ocasión el resultado fue favorable para el conjunto legionario, ganando por un marcador global de 4-3. Su victoria frente a los noruegos hizo que por primera vez desde 1995-96 el Legia llegase a unos cuartos de final de una competición europea, donde perdió ante el Chelsea FC por 2-4. A nivel nacional, el equipo alzó su vigesimoprimer título copero frente al Pogoń Szczecin en una agónica final donde vencieron por 4-3.
El 13 de julio de 2025, el Legia Varsovia conquistó la Supercopa de Polonia al derrotar 2-1 al Lech Poznań en el Estadio Poznan, con tantos de Paweł Wszołek y Ilía Shkurin (Filip Szymczak acortó distancias para el anfitrión). El triunfo supuso el sexto título del club en esta competición, con el que igualó el récord histórico que ostentaba el propio Lech Poznań.

## Uniforme
- Uniforme titular: Camiseta blanca, pantalón negro y medias blancas.
- Uniforme alternativo: Camiseta verde, pantalón y medias negras.

| Primero | (Ver evolución) | Actual |

## Estadio

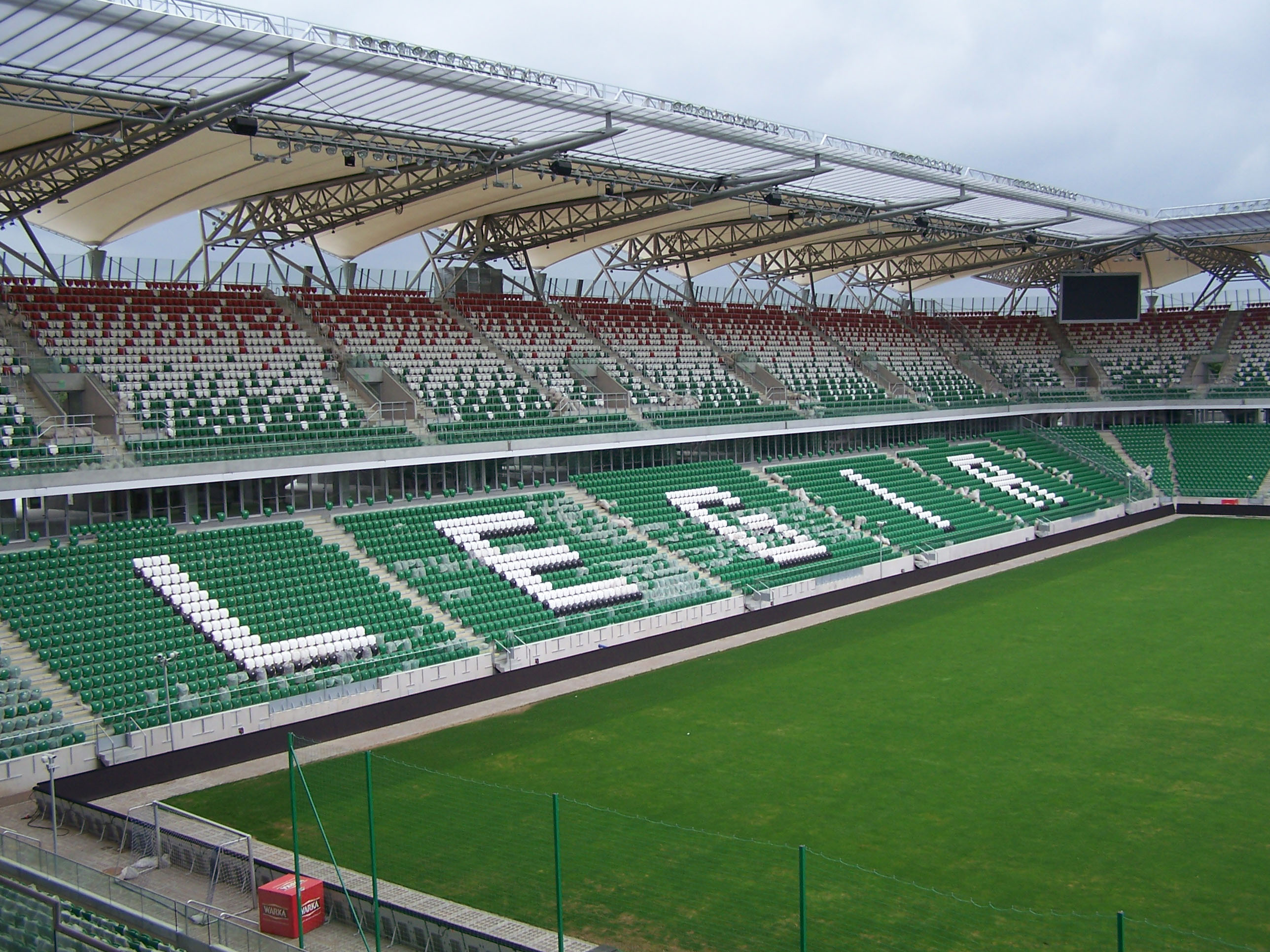
Interior del estadio.

El Legia juega sus partidos en el Estadio del Ejército polaco Mariscal Józef Pilsudski (en polaco: Stadion Wojska Polskiego imienia Marszałka Józefa Piłsudskiego), un estadio de fútbol de Varsovia en el que el equipo ha jugado allí desde el 9 de agosto de 1930. Con una capacidad para 31.800 espectadores, todos ellos sentados, es el quinto estadio más grande de la Ekstraklasa. El estadio ha sido objeto de una importante reconstrucción entre 2008 y 2011, durante el cual todas las tribunas fueron demolidas y reemplazadas con otras de mayor capacidad y más modernas. Por lo tanto la capacidad del estadio aumentó de 13 500 a 31 800 asientos. El Estadio del Ejército Polaco es actualmente propiedad de la ciudad de Varsovia, y por motivos de patrocinio con PepsiCo fue conocido como Pepsi Arena.

## Afición

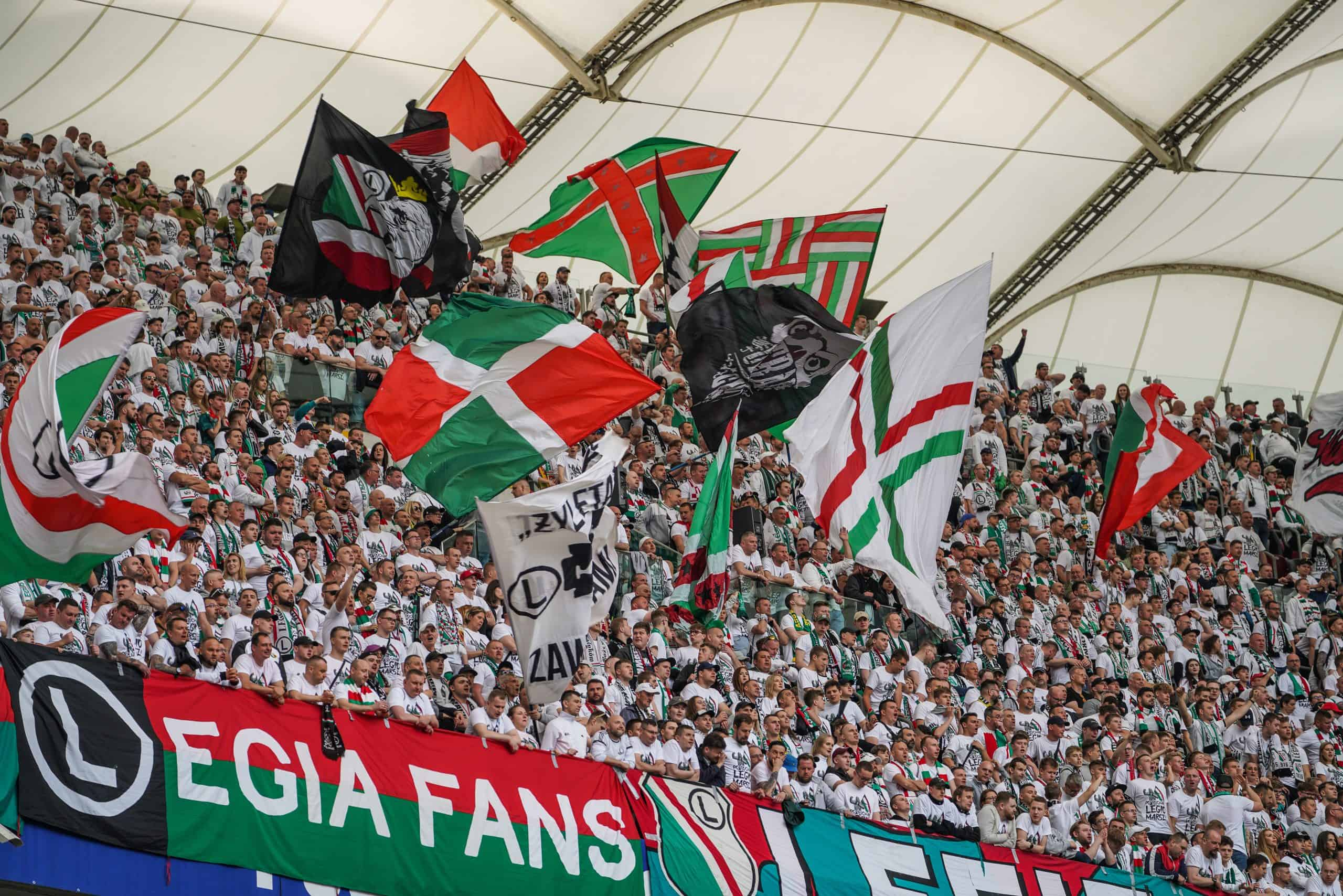
Aficionados del Legia en un la final de copa contra el Raków Częstochowa.

Como uno de los clubes más exitosos en la historia de Polonia, el Legia Varsovia es, también, uno de los equipos más populares del fútbol polaco. En las últimas décadas el Legia ganó aficionados de Varsovia y en todo el país, quienes son, generalmente, considerados muy espontáneos, dedicados o incluso fanáticos. En consecuencia, en términos de calidad de afluencia de fútbol, también son, en ocasiones, descritos como los mejores seguidores en Polonia.
Los grupos de aficionados siguen al Legia en, prácticamente, todos los partidos fuera de casa, tanto nacionales como internacionales. El sector más radical son los ultras Teddy Boys 95, que han atraído la atención internacional por su violencia dentro y fuera de un estadio, como los motines en Lituania durante el partido contra el Vetra Vilnius el 10 de julio de 2007. En 2016, el Legia se clasificó para la Liga de Campeones 2016-17 y en el primer partido, en Varsovia ante el Borussia Dortmund, los ultras del Legia trataron de invadir la zona de los aficionados visitantes. Para lograrlo, rociaron con gas pimienta a los miembros de seguridad del estadio que les impedía alcanzar a los alemanes. Debido a esos graves incidentes, el próximo partido como local del Legia ante el Real Madrid se jugó a puerta cerrada. El 19 de octubre de 2016, en la visita del Legia al estadio Santiago Bernabéu —en un partido declarado de alto riesgo—, se produjo una batalla campal entre ultras polacos y la policía española. Doce ultras del Legia fueron detenidos.
Tradicionalmente, los fanes más devotos y espontáneos ocupan la tribuna Żyleta, es decir, la base norte del estadio. Antes de la renovación del estadio (2008-2011), el "viejo" Żyleta se refería únicamente a la sección central de la tribuna este del estadio (en ocasiones, también se referiría a esta tribuna en su conjunto). Hay una exposición especial dedicada al "viejo" Żyleta en el Museo Legia del club. Hoy en día, después de la renovación del estadio, el "nuevo" Żyleta se refiere a toda la tribuna norte del estadio (detrás de la portería).
En cuanto a los sentimientos políticos, los aficionados del Legia tienden a la derecha. Durante los tiempos del comunismo, en particular en la década de 1980, los aficionados del Legia manifestaron sus puntos de vista patrióticos y fuertemente anticomunistas. Hoy en día, los aficionados del club participan activamente en las conmemoraciones anuales del Levantamiento de Varsovia y el día de la independencia polaca. La hinchada del Legia también manifiesta sus puntos de vista en asuntos internos, por ejemplo, su conflicto con el exprimer ministro polaco Donald Tusk, así como en la política internacional, por ejemplo, a modo de mostrar carteles que decían «Kosovo es Serbia» en el estadio o una enorme pancarta con el término «Yihad» durante el partido de ida de la fase de grupos de la Europa League 2011–12 ante el Hapoel Tel Aviv, por el que el club fue multado con 10 000 euros por la UEFA.
Los aficionados del Legia mantienen una amistad con otros clubes polacos como el Zagłębie Sosnowiec, Olimpia Elbląg y Radomiak Radom, y a nivel internacional con los del ADO Den Haag, Juventus de Turín, Swansea City y Club Brujas.[cita requerida]

## Jugadores

### Plantilla 2025/26
Actualizado el 15 de agosto de 2025.

### Altas y bajas 2025/26

#### Altas
| Altas            |                |                      |          |             |
| Jugador          | Posición       | Procedencia          | Tipo     | Costo       |
| Petar Stojanović | Defensa        | Empoli FC            | Libre    | 0 €         |
| Arkadiusz Reca   | Defensa        | Spezia Calcio        | Libre    | 0 €         |
| Henrique Arreiol | Centrocampista | Sporting de Lisboa B | Libre    | 0 €         |
| Damian Szymański | Centrocampista | AEK Atenas           | Traspaso | 1 200 000 € |
| Mileta Rajović   | Delantero      | Watford FC           | Traspaso | 3 000 000 € |

#### Bajas
| Bajas               |                |                            |               |             |
| Jugador             | Posición       | Destino                    | Tipo          | Cobro       |
| Vladan Kovačević    | Portero        | Sporting de Lisboa         | Fin de cesión | 0 €         |
| Luquinhas           | Centrocampista | Fortaleza                  | Fin de cesión | 0 €         |
| Maxi Oyedele        | Centrocampista | Racing Club de Estrasburgo | Traspaso      | 6 000 000 € |
| Bartłomiej Ciepiela | Centrocampista | Znicz Pruszków             | Traspaso      | ? €         |
| Marc Gual           | Delantero      | Rio Ave                    | Traspaso      | 250 000 €   |
| Tomáš Pekhart       | Delantero      | Sin equipo                 | Libre         | 0 €         |

### Números retirados
- 10 -  Kazimierz Deyna, MED (1966–78) - Homenaje póstumo.

### Salón de la Fama
Esta es una lista de los jugadores y entrenadores pertenecientes al Salón de la Fama del Legia de Varsovia.
| - Krzysztof Adamczyk - Stefan Białas - Bernard Blaut - Lucjan Brychczy - Kazimierz Buda - Lesław Ćmikiewicz - Władysław Dąbrowski - Kazimierz Deyna - Dariusz Dziekanowski - Kazimierz Górski - Henryk Grzybowski - Paweł Janas - Roman Kosecki | - Ryszard Milewski - Tadeusz Nowak - Jan Pieszko - Leszek Pisz - Jerzy Podbrożny - Andrzej Sikorski - Maciej Śliwowski - Władysław Stachurski - Andrzej Strejlau - Adam Topolski - Antoni Trzaskowski - Edmund Zientara - Janusz Żmijewski |  |

## Palmarés

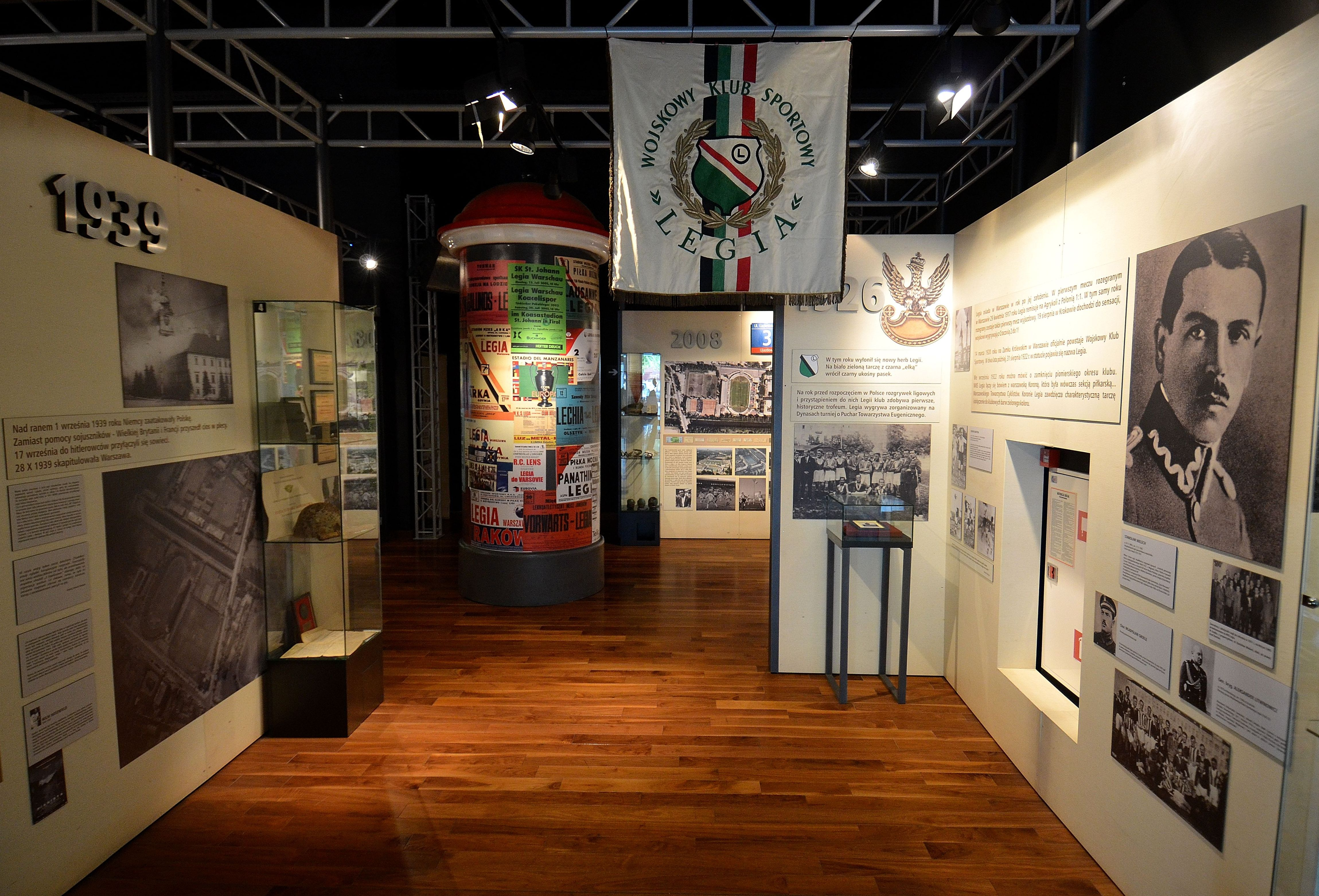
Museo del club en el estadio.

### Torneos nacionales
- Ekstraklasa (15):

1955, 1956, 1969, 1970, 1994, 1995, 2002, 2006, 2013, 2014, 2016, 2017, 2018, 2020, 2021.
- Copa de Polonia (21):

1955, 1956, 1964, 1966, 1973, 1980, 1981, 1989, 1990, 1994, 1995, 1997, 2008, 2011, 2012, 2013, 2015, 2016, 2018, 2023, 2025.
- Supercopa de Polonia (6):

1989, 1994, 1997, 2008, 2023, 2025.
- Copa de la liga de Polonia (1):

2002.

### Torneos internacionales
- No ha ganado ninguno hasta el momento
- En 1970 alcanzó las semifinales de la Copa de Campeones de Europa, perdiendo ante el Feyenoord de Róterdam
- En 1996 alcanzó los cuartos de final de la Liga de Campeones de la UEFA, perdiendo ante el Panathinaikos FC
- En 2013 se proclama campeón de la Generali Deyna Cup frente al Fluminense FC por 2-0
- En 2025 alcanzó los cuartos de final de la Liga Conferencia de la UEFA, perdiendo ante el Chelsea de Londres[103]

## Estadísticas históricas
- Temporadas en la Ekstraklasa: 89[104]
- Primera victoria en liga: 3 de abril de 1927, Legia Varsovia – KS Warszawianka 1–4 (0–0)[105]
- Mayor victoria en liga: 19 de agosto de 1956, Legia Varsovia – Wisła Cracovia 12–0 (5–0)[106]
- Mayor derrota en liga: 3 de septiembre de 1927, Pogoń Lwów – Legia Varsovia 11–2 (6–1)[107]
- Mayor número de victorias seguidas en liga: 9 victorias (en 1931/32 y 2005/06)[108]
- Mayor número de derrotas seguidas en liga: 7 derrotas (1936 y 2021)[108][109]

### Estadísticas de jugadores
Actualizado el 20 de agosto de 2025.
| Máximos goleadores | Máximos goleadores | Máximos goleadores   | Máximos goleadores | Más partidos disputados | Más partidos disputados | Más partidos disputados | Más partidos disputados |
| ------------------ | ------------------ | -------------------- | ------------------ | ----------------------- | ----------------------- | ----------------------- | ----------------------- |
| 1.                 | Lucjan Brychczy    | 1954–1972            | 226 goles          | 1.                      | Lucjan Brychczy         | 1954–1972               | 452 partidos            |
| 2.                 | Kazimierz Deyna    | 1966–1978            | 141 goles          | 2.                      | Artur Jędrzejczyk       | 2006–2013, 2016–        | 407 partidos            |
| 3.                 | Józef Nawrot       | 1927–1936            | 106 goles          | 3.                      | Jacek Zieliński         | 1992–2005               | 404 partidos            |
| 4.                 | Miroslav Radović   | 2006–14, 2016–19     | 93 goles           | 4.                      | Miroslav Radović        | 2006–14, 2016–19        | 391 partidos            |
| 5.                 | Robert Gadocha     | 1967–1975            | 88 goles           | 5.                      | Kazimierz Deyna         | 1966–1978               | 388 partidos            |
| 6.                 | Marek Saganowski   | 2002–2005, 2012–2016 | 87 goles           | 6.                      | Jakub Rzeźniczak        | 2004–2006, 2007–2017    | 376 partidos            |
| 7.                 | Janusz Żmijewski   | 1960–1972            | 81 goles           | 7.                      | Michał Kucharczyk       | 2010–2019, 2025         | 350 partidos            |
| 8.                 | Cezary Kucharski   | 1995–2006            | 79 goles           | 8.                      | Marek Jóźwiak           | 1988–2005               | 348 partidos            |
| 9.                 | Marcin Mięciel     | 1994–2010            | 75 goles           | 9.                      | Horst Mahseli           | 1955–1969               | 347 partidos            |
| 9.                 | Marian Łańko       | 1925–1930            | 75 goles           | 10.                     | Tomasz Kiełbowicz       | 2001–2012               | 339 partidos            |

Nota: En negrita los jugadores activos en el club. Temporadas contabilizadas con ficha del primer equipo.
- Jugador con más títulos obtenidos: Artur Jędrzejczyk – 6 títulos de Liga, 7 Copas de Polonia y 1 Supercopa[112]
- Jugador más amonestado: Artur Jędrzejczyk – 135 tarjetas amarillas y 5 tarjetas rojas, 140 en total[113]
- Jugador más joven en debutar: Henryk Grzybowski – 15 años, 3 meses, 5 días[114]
- Jugador más longevo en jugar: Artur Boruc – 41 años, 11 meses, 22 días[115]
- Jugador más joven en anotar: Ariel Borysiuk – 16 años, 8 meses, 21 días[116]
- Jugador más longevo en anotar: Artur Jędrzejczyk – 37 años, 9 meses, 6 días[117]
- Jugador con más hat-tricks anotados: Lucjan Brychczy – 13 hat-tricks[118]

### Estadísticas de fichajes
Actualizado el 15 de agosto de 2025.
| Ventas más caras    | Ventas más caras           | Ventas más caras   | Ventas más caras | Fichajes más caros | Fichajes más caros | Fichajes más caros | Fichajes más caros |
| ------------------- | -------------------------- | ------------------ | ---------------- | ------------------ | ------------------ | ------------------ | ------------------ |
| Ernest Muçi         | Beşiktaş JK                | 10 mill. de euros  | 2023-24          | Mileta Rajović     | Watford FC         | 3 mill. de euros   | 2025-26            |
| Radosław Majecki    | AS Mónaco                  | 7 mill. de euros   | 2019-20          | Rúben Vinagre      | Sporting de Lisboa | 2,5 mill. de euros | 2024-25            |
| Maxi Oyedele        | Racing Club de Estrasburgo | 6 mill. de euros   | 2025-26          | Bartosz Slisz      | Zagłębie Lubin     | 1,5 mill. de euros | 2019-20            |
| Sebastian Szymański | FC Dinamo Moscú            | 5,5 mill. de euros | 2019-20          | Lirim Kastrati     | Dinamo Zagreb      | 1,3 mill. de euros | 2021-22            |
| Maik Nawrocki       | Celtic FC                  | 5 mill. de euros   | 2023-24          | Damian Szymański   | AEK Atenas         | 1,2 mill. de euros | 2025-26            |
| Łukasz Fabiański    | Arsenal FC                 | 4,3 mill. de euros | 2007-08          | Ilía Shkurin       | Stal Mielec        | 1,2 mill. de euros | 2024-25            |
| Ondrej Duda         | Hertha Berlín              | 4,2 mill. de euros | 2016-17          | Maik Nawrocki      | SV Werder Bremen   | 1,2 mill. de euros | 2022-23            |
| Dawid Janczyk       | CSKA Moscú                 | 4,2 mill. de euros | 2007-08          | Migouel Alfarela   | SC Bastia          | 1 mill. de euros   | 2024-25            |
| Michał Karbownik    | Brighton & Hove Albion     | 3,9 mill. de euros | 2020-21          | Luquinhas          | CD Aves            | 1 mill. de euros   | 2019-20            |
| Jarosław Niezgoda   | Portland Timbers           | 3,4 mill. de euros | 2019-20          | Dominik Nagy       | Ferencváros TC     | 1 mill. de euros   | 2016-17            |

Nota: En negrita los jugadores activos en el club. Temporada en la que abandonó/se incorporó al club.

## Participación en competiciones de la UEFA
| Temporada | Torneo                       | Ronda                    | Club                  | Casa | Visita | Global         |
| --------- | ---------------------------- | ------------------------ | --------------------- | ---- | ------ | -------------- |
| 1956–57   | Copa de Campeones de Europa  | Ronda previa             | Slovan Bratislava     | 2–0  | 0–4    | 2–4            |
| 1960–61   | Copa de Campeones de Europa  | Ronda previa             | Aarhus                | 1–0  | 0–3    | 1–3            |
| 1964–65   | Recopa de Europa             | Dieciseisavos de final   | Admira Wacker Mödling | 1–0  | 3–1    | 4–1            |
| 1964–65   | Recopa de Europa             | Otavos de final          | Galatasaray           | 2–1  | 0–1    | 2–2 (g. v.)    |
| 1964–65   | Recopa de Europa             | Cuartos de final         | 1860 München          | 0–4  | 0–0    | 0–4            |
| 1966–67   | Recopa de Europa             | Dieciseisavos de final   | Chemie Leipzig        | 0–3  | 2–2    | 2–5            |
| 1968–69   | Copa de Ferias               | Treintaidosavos de final | 1860 München          | 6–0  | 3–2    | 9–2            |
| 1968–69   | Copa de Ferias               | Dieciseisavos de final   | KSV Waregem           | 2–0  | 0–1    | 2–1            |
| 1968–69   | Copa de Ferias               | Octavos de final         | Újpest Dózsa          | 0–1  | 2–2    | 2–3            |
| 1969–70   | Copa de Campeones de Europa  | Dieciseisavos de final   | UTA Arad              | 8–0  | 2–1    | 10–1           |
| 1969–70   | Copa de Campeones de Europa  | Octavos de final         | Saint-Étienne         | 2–1  | 1–0    | 3–1            |
| 1969–70   | Copa de Campeones de Europa  | Cuartos de final         | Galatasaray           | 2–0  | 1–1    | 3–1            |
| 1969–70   | Copa de Campeones de Europa  | Semifinales              | Feyenoord             | 0–0  | 0–2    | 0–2            |
| 1970–71   | Copa de Campeones de Europa  | Primera ronda            | Göteborg              | 2–1  | 4–0    | 6–1            |
| 1970–71   | Copa de Campeones de Europa  | Octavos de final         | Standard de Lieja     | 2–0  | 0–1    | 2–1            |
| 1970–71   | Copa de Campeones de Europa  | Cuartos de final         | Atlético de Madrid    | 2–1  | 0–1    | 2–2 (g. v.)    |
| 1971–72   | Copa de la UEFA              | Treintaidosavos de final | Lugano                | 0–0  | 3–1    | 3–1            |
| 1971–72   | Copa de la UEFA              | Dieciseisavos de final   | Rapid de Bucarest     | 2–0  | 0–4    | 2–4            |
| 1972–73   | Recopa de Europa             | Dieciseisavos de final   | Víkingur Reykjavík    | 9–0  | 2–0    | 11–0           |
| 1972–73   | Recopa de Europa             | Octavos de final         | Milan                 | 1–1  | 1–2    | 2–3 (t. s.)    |
| 1973–74   | Recopa de Europa             | Dieciseisavos de final   | PAOK de Salónica      | 1–1  | 0–1    | 1–2            |
| 1974–75   | Copa de la UEFA              | Treintaidosavos de final | Nantes                | 0–1  | 2–2    | 2–3            |
| 1980–81   | Recopa de Europa             | Dieciseisavos de final   | Slavia Sofia          | 1–0  | 1–3    | 2–3            |
| 1981–82   | Recopa de Europa             | Dieciseisavos de final   | Vålerenga             | 4–1  | 2–2    | 6–3            |
| 1981–82   | Recopa de Europa             | Octavos de final         | Lausana-Sport         | 2–1  | 1–1    | 3–2            |
| 1981–82   | Recopa de Europa             | Cuartos de final         | Dinamo Tiflis         | 0–1  | 0–1    | 0–2            |
| 1985–86   | Copa de la UEFA              | Treintaidosavos de final | Viking                | 3–0  | 1–1    | 4–1            |
| 1985–86   | Copa de la UEFA              | Dieciseisavos de final   | Videoton Fehérvár     | 1–1  | 1–0    | 2–1            |
| 1985–86   | Copa de la UEFA              | Octavos de final         | Inter de Milán        | 0–1  | 0–0    | 0–1 (t. s.)    |
| 1986–87   | Copa de la UEFA              | Treintaidosavos de final | Dnipro Dnipropetrovsk | 0–0  | 1–0    | 1–0            |
| 1986–87   | Copa de la UEFA              | Dieciseisavos de final   | Inter de Milán        | 3–2  | 0–1    | 3–3 (g. v.)    |
| 1988–89   | Copa de la UEFA              | Treintaidosavos de final | Bayern de Múnich      | 3–7  | 1–3    | 4–10           |
| 1989–90   | Recopa de Europa             | Dieciseisavos de final   | Barcelona             | 0–1  | 1–1    | 1–2            |
| 1990–91   | Recopa de Europa             | Dieciseisavos de final   | Swift Hesperange      | 3–0  | 3–0    | 6–0            |
| 1990–91   | Recopa de Europa             | Octavos de final         | Aberdeen              | 1–0  | 0–0    | 1–0            |
| 1990–91   | Recopa de Europa             | Cuartos de final         | Sampdoria             | 1–0  | 2–2    | 3–2            |
| 1990–91   | Recopa de Europa             | Semifinales              | Manchester United     | 1–3  | 1–1    | 2–4            |
| 1994–95   | Liga de Campeones de la UEFA | Ronda previa             | Hajduk Split          | 0–1  | 0–4    | 0–5            |
| 1995–96   | Liga de Campeones de la UEFA | Ronda previa             | Göteborg              | 1–0  | 2–1    | 3–1            |
| 1995–96   | Liga de Campeones de la UEFA | Fase de grupos           | Rosenborg             | 3–1  | 0–4    | 2º lugar       |
| 1995–96   | Liga de Campeones de la UEFA | Fase de grupos           | Spartak de Moscú      | 0–1  | 1–2    | 2º lugar       |
| 1995–96   | Liga de Campeones de la UEFA | Fase de grupos           | Blackburn Rovers      | 1–0  | 0–0    | 2º lugar       |
| 1995–96   | Liga de Campeones de la UEFA | Cuartos de final         | Panathinaikos         | 0–0  | 0–3    | 0–3            |
| 1996–97   | Copa de la UEFA              | Primera ronda            | Jeunesse Esch         | 3–0  | 4–2    | 7–2            |
| 1996–97   | Copa de la UEFA              | Segunda ronda            | Haka Valkeakoski      | 3–0  | 1–1    | 4–1            |
| 1996–97   | Copa de la UEFA              | Treintaidosavos de final | Panathinaikos         | 2–0  | 2–4    | 4–4 (g. v.)    |
| 1996–97   | Copa de la UEFA              | Dieciseisavos de final   | Beşiktaş              | 1–1  | 1–2    | 2–3            |
| 1997–98   | Recopa de Europa             | Ronda previa             | Glenavon              | 1–1  | 4–0    | 5–1            |
| 1997–98   | Recopa de Europa             | Dieciseisavos de final   | Vicenza Calcio        | 0–2  | 1–1    | 1–3            |
| 1999–00   | Copa de la UEFA              | Ronda previa             | Vardar                | 5–0  | 4–0    | 9–0            |
| 1999–00   | Copa de la UEFA              | Primera ronda            | Anorthosis Famagusta  | 2–0  | 0–1    | 2–1            |
| 1999–00   | Copa de la UEFA              | Segunda ronda            | Udinese Calcio        | 1–1  | 0–1    | 1–2            |
| 2001–02   | Copa de la UEFA              | Ronda previa             | Etzella Ettelbruck    | 2–1  | 4–0    | 6–1            |
| 2001–02   | Copa de la UEFA              | Primera ronda            | Elfsborg              | 4–1  | 6–1    | 10–2           |
| 2001–02   | Copa de la UEFA              | Segunda ronda            | Valencia              | 1–1  | 1–6    | 2–7            |
| 2002–03   | Liga de Campeones de la UEFA | Segunda ronda            | Vardar                | 1–1  | 3–1    | 4–2            |
| 2002–03   | Liga de Campeones de la UEFA | Tercera ronda            | Barcelona             | 0–1  | 0–3    | 0–4            |
| 2002–03   | Copa de la UEFA              | Primera ronda            | Utrecht               | 4–1  | 3–1    | 7–2            |
| 2002–03   | Copa de la UEFA              | Primera ronda            | Schalke 04            | 2–3  | 0–0    | 2–3            |
| 2004–05   | Copa de la UEFA              | Segunda ronda            | Tbilisi               | 6–0  | 1–0    | 7–0            |
| 2004–05   | Copa de la UEFA              | Ronda de playoff         | Austria Viena         | 1–3  | 0–1    | 1–4            |
| 2005–06   | Copa de la UEFA              | Segunda ronda            | Zürich                | 0–1  | 1–4    | 1–5            |
| 2006–07   | Liga de Campeones de la UEFA | Segunda ronda            | Hafnarfjörður         | 2–0  | 1–0    | 3–0            |
| 2006–07   | Liga de Campeones de la UEFA | Tercera ronda            | Shakhtar Donetsk      | 2–3  | 0–1    | 2–4            |
| 2006–07   | Copa de la UEFA              | Primera ronda            | Austria Viena         | 1–1  | 0–1    | 0–1            |
| 2007      | Copa Intertoto de la UEFA    | Segunda ronda            | Vėtra                 | –    | 0–3    | 0–3            |
| 2008–09   | Copa de la UEFA              | Primera ronda            | Gomel                 | 0–0  | 4–1    | 4–1            |
| 2008–09   | Copa de la UEFA              | Segunda ronda            | FC Moscú              | 1–2  | 0–2    | 1–4            |
| 2009–10   | Liga Europa de la UEFA       | Segunda ronda            | Olimpi Rustavi        | 3–0  | 1–0    | 4–0            |
| 2009–10   | Liga Europa de la UEFA       | Segunda ronda            | Brondby               | 2–2  | 1–1    | 3–3 (g. v.)    |
| 2011–12   | Liga Europa de la UEFA       | Tercera ronda            | Gaziantepspor         | 0–0  | 1–0    | 1–0            |
| 2011–12   | Liga Europa de la UEFA       | Ronda de playoff         | Spartak de Moscú      | 2–2  | 3–2    | 5–4            |
| 2011–12   | Liga Europa de la UEFA       | Fase de grupos           | PSV Eindhoven         | 0–3  | 0–1    | 2º lugar       |
| 2011–12   | Liga Europa de la UEFA       | Fase de grupos           | Hapoel Tel Aviv       | 3–2  | 0–2    | 2º lugar       |
| 2011–12   | Liga Europa de la UEFA       | Fase de grupos           | Rapid de Bucarest     | 3–1  | 1–0    | 2º lugar       |
| 2011–12   | Liga Europa de la UEFA       | Dieciseisavos de final   | Sporting de Lisboa    | 2–2  | 0–1    | 2–3            |
| 2012–13   | Liga Europa de la UEFA       | Segunda ronda            | Liepājas Metalurgs    | 5–1  | 2–2    | 7–3            |
| 2012–13   | Liga Europa de la UEFA       | Tercera ronda            | SV Ried               | 3–1  | 1–2    | 4–3            |
| 2012–13   | Liga Europa de la UEFA       | Ronda de playoff         | Rosenborg             | 1–1  | 1–2    | 2–3            |
| 2013–14   | Liga de Campeones de la UEFA | Segunda ronda            | The New Saints        | 1–0  | 3–1    | 4–1            |
| 2013–14   | Liga de Campeones de la UEFA | Tercera ronda            | Molde                 | 0–0  | 1–1    | 1–1 (g. v.)    |
| 2013–14   | Liga de Campeones de la UEFA | Ronda de playoff         | Steaua de Bucarest    | 2–2  | 1–1    | 3–3 (g. v.)    |
| 2013–14   | Liga Europa de la UEFA       | Fase de grupos           | Lazio                 | 0–2  | 0–1    | 4º lugar       |
| 2013–14   | Liga Europa de la UEFA       | Fase de grupos           | Trabzonspor           | 0–2  | 0–2    | 4º lugar       |
| 2013–14   | Liga Europa de la UEFA       | Fase de grupos           | Apollon Limassol      | 0–1  | 2–0    | 4º lugar       |
| 2014–15   | Liga de Campeones de la UEFA | Segunda ronda            | St Patrick's Athletic | 1–1  | 5–0    | 6–1            |
| 2014–15   | Liga de Campeones de la UEFA | Tercera ronda            | Celtic                | 4–1  | 0–3    | 4–4            |
| 2014–15   | Liga Europa de la UEFA       | Ronda de playoff         | Aktobe                | 2–0  | 1–0    | 3–0            |
| 2014–15   | Liga Europa de la UEFA       | Fase de grupos           | Metalist Járkov       | 2–1  | 1–0    | 1º lugar       |
| 2014–15   | Liga Europa de la UEFA       | Fase de grupos           | Trabzonspor           | 2–0  | 1–0    | 1º lugar       |
| 2014–15   | Liga Europa de la UEFA       | Fase de grupos           | Lokeren-Temse         | 1–0  | 0–1    | 1º lugar       |
| 2014–15   | Liga Europa de la UEFA       | Dieciseisavos de final   | Ajax de Ámsterdam     | 0–3  | 0–1    | 0–4            |
| 2015–16   | Liga Europa de la UEFA       | Segunda ronda            | Botoșani              | 1–0  | 3–0    | 4–0            |
| 2015–16   | Liga Europa de la UEFA       | Tercera ronda            | Kukësi                | 1–0  | 3–0    | 4–0            |
| 2015–16   | Liga Europa de la UEFA       | Ronda de playoff         | Zoryá Lugansk         | 3–2  | 1–0    | 4–2            |
| 2015–16   | Liga Europa de la UEFA       | Fase de grupos           | Napoli                | 0–2  | 2–5    | 4º lugar       |
| 2015–16   | Liga Europa de la UEFA       | Fase de grupos           | Club Brujas           | 1–1  | 0–1    | 4º lugar       |
| 2015–16   | Liga Europa de la UEFA       | Fase de grupos           | Midtjylland           | 1–0  | 0–1    | 4º lugar       |
| 2016–17   | Liga de Campeones de la UEFA | Segunda ronda            | Zrinjski Mostar       | 2–0  | 1–1    | 3–1            |
| 2016–17   | Liga de Campeones de la UEFA | Tercera ronda            | Trenčín               | 0–0  | 1–0    | 1–0            |
| 2016–17   | Liga de Campeones de la UEFA | Ronda de playoff         | Dundalk               | 1–1  | 2–0    | 3–1            |
| 2016–17   | Liga de Campeones de la UEFA | Fase de grupos           | Real Madrid           | 3–3  | 1–5    | 3º lugar       |
| 2016–17   | Liga de Campeones de la UEFA | Fase de grupos           | Borussia Dortmund     | 0–6  | 4–8    | 3º lugar       |
| 2016–17   | Liga de Campeones de la UEFA | Fase de grupos           | Sporting de Lisboa    | 1–0  | 0–2    | 3º lugar       |
| 2016–17   | Liga Europa de la UEFA       | Dieciseisavos de final   | Ajax de Ámsterdam     | 0–0  | 0–1    | 0–1            |
| 2017–18   | Liga de Campeones de la UEFA | Segunda ronda            | Mariehamn             | 6–0  | 3–0    | 9–0            |
| 2017–18   | Liga de Campeones de la UEFA | Tercera ronda            | Astaná                | 1–0  | 1–3    | 2–3            |
| 2017–18   | Liga Europa de la UEFA       | Ronda de playoff         | Sheriff Tiraspol      | 1–1  | 0–0    | 1–1 (g. v.)    |
| 2018–19   | Liga de Campeones de la UEFA | Primera ronda            | Cork City             | 1–0  | 3–0    | 4–0            |
| 2018–19   | Liga de Campeones de la UEFA | Segunda ronda            | Spartak Trnava        | 0–2  | 1–0    | 1–2            |
| 2018–19   | Liga Europa de la UEFA       | Tercera ronda            | F91 Dudelange         | 1–2  | 2–2    | 3–4            |
| 2019–20   | Liga Europa de la UEFA       | Primera ronda            | Europa FC             | 3–0  | 0–0    | 3–0            |
| 2019–20   | Liga Europa de la UEFA       | Segunda ronda            | KuPS                  | 1–0  | 0–0    | 1–0            |
| 2019–20   | Liga Europa de la UEFA       | Tercera ronda            | Atromitos de Atenas   | 0–0  | 2–0    | 2–0            |
| 2019–20   | Liga Europa de la UEFA       | Ronda de playoff         | Rangers               | 0–0  | 0–1    | 0–1            |
| 2020–21   | Liga de Campeones de la UEFA | Primera ronda            | Linfield              | 1–0  | –      | 1–0            |
| 2020–21   | Liga de Campeones de la UEFA | Segunda ronda            | Omonia Nicosia        | 0–2  | –      | 0–2 (t. s.)    |
| 2020–21   | Liga Europa de la UEFA       | Tercera ronda            | Drita                 | 2–0  | –      | 2–0            |
| 2020–21   | Liga Europa de la UEFA       | Ronda de playoff         | Qarabağ               | 0–3  | –      | 0–3            |
| 2021–22   | Liga de Campeones de la UEFA | Primera ronda            | Bodø/Glimt            | 2–0  | 3–2    | 5–2            |
| 2021–22   | Liga de Campeones de la UEFA | Segunda ronda            | Flora Tallin          | 2–1  | 1–0    | 3–1            |
| 2021–22   | Liga de Campeones de la UEFA | Tercera ronda            | Dinamo de Zagreb      | 0–1  | 1–1    | 1–2            |
| 2021–22   | Liga Europa de la UEFA       | Ronda de playoff         | Slavia Praga          | 2–1  | 2–2    | 4–3            |
| 2021–22   | Liga Europa de la UEFA       | Fase de grupos           | Napoli                | 1–4  | 0–3    | 4º lugar       |
| 2021–22   | Liga Europa de la UEFA       | Fase de grupos           | Leicester City        | 1–0  | 1–3    | 4º lugar       |
| 2021–22   | Liga Europa de la UEFA       | Fase de grupos           | Spartak de Moscú      | 0–1  | 1–0    | 4º lugar       |
| 2023–24   | Liga Conferencia de la UEFA  | Segunda ronda            | Ordabasy Shymkent     | 3–2  | 2–2    | 5–4            |
| 2023–24   | Liga Conferencia de la UEFA  | Tercera ronda            | Austria Viena         | 1–2  | 5–3    | 6–5            |
| 2023–24   | Liga Conferencia de la UEFA  | Ronda de playoff         | Midtjylland           | 1–1  | 3–3    | 4–4 (6–5 pen.) |
| 2023–24   | Liga Conferencia de la UEFA  | Fase de grupos           | AZ Alkmaar            | 2–0  | 0–1    | 2º Lugar       |
| 2023–24   | Liga Conferencia de la UEFA  | Fase de grupos           | Aston Villa           | 3–2  | 1–2    | 2º Lugar       |
| 2023–24   | Liga Conferencia de la UEFA  | Fase de grupos           | Zrinjski Mostar       | 2–0  | 2–1    | 2º Lugar       |
| 2023–24   | Liga Conferencia de la UEFA  | Dieciseisavos de final   | Molde                 | 0–3  | 2–3    | 2–6            |
| 2024–25   | Liga Conferencia de la UEFA  | Segunda ronda            | Caernarfon Town       | 6–0  | 5–0    | 11–0           |
| 2024–25   | Liga Conferencia de la UEFA  | Tercera ronda            | Brøndby IF            | 1–1  | 3–2    | 4–3            |
| 2024–25   | Liga Conferencia de la UEFA  | Ronda de playoff         | Drita                 | 2–0  | 1–0    | 3–0            |
| 2024–25   | Liga Conferencia de la UEFA  | Fase de liga             | Real Betis            | 1–0  | –      | 7º lugar       |
| 2024–25   | Liga Conferencia de la UEFA  | Fase de liga             | TSC                   | –    | 3–0    | 7º lugar       |
| 2024–25   | Liga Conferencia de la UEFA  | Fase de liga             | Dinamo Minsk          | 4–0  | –      | 7º lugar       |
| 2024–25   | Liga Conferencia de la UEFA  | Fase de liga             | AC Omonia             | –    | 3–0    | 7º lugar       |
| 2024–25   | Liga Conferencia de la UEFA  | Fase de liga             | Lugano                | –    | 1–2    | 7º lugar       |
| 2024–25   | Liga Conferencia de la UEFA  | Fase de liga             | Djurgården            | 1–3  | –      | 7º lugar       |
| 2024–25   | Liga Conferencia de la UEFA  | Octavos de final         | Molde                 | 2–0  | 3–2    | 4–3            |
| 2024–25   | Liga Conferencia de la UEFA  | Cuartos de final         | Chelsea               | 0–3  | 2–1    | 2–4            |
| 2025–26   | Liga Europa de la UEFA       | Primera ronda            | FC Aktobe             | 1–0  | 1–0    | 2–0            |
| 2025–26   | Liga Europa de la UEFA       | Segunda ronda            | Baník Ostrava         | 2–1  | 2–2    | 4–3            |
| 2025–26   | Liga Europa de la UEFA       | Tercera ronda            | AEK Larnaca           | 2–1  | 1–4    | 3–5            |
| 2025–26   | Liga Conferencia de la UEFA  | Ronda de playoff         | Hibernian             |      |        |                |

## Entrenadores
| - Jozef Ferenczi (1922–23) - Karl Fischer (1927) - Elemér Kovács (1928–29) - Józef Kałuża (1930) - Stanisław Mielech (1933) - Gustav Wieser (1933–34) - Karol Hanke (1936) - František Dembický (1947) - Edward Drabiński (1948) - Marian Schaller (1949) - Wacław Kuchar (1949–53) - János Steiner (1954–55) - Ryszard Koncewicz (1956–58) - Kazimierz Górski (1959) - Stjepan Bobek (1959) - Kazimierz Górski (1960–62) - Longin Janeczek (1962–63) - Virgil Popescu (1964–65) - Longin Janeczek (1965–66) - Jaroslav Vejvoda (1966–69) - Edmund Zientara (1969–71) - Tadeusz Chruściński (1971–72) - Lucjan Brychczy (1972–73) - Jaroslav Vejvoda (1973–75) - Andrzej Strejlau (1975–79) - Lucjan Brychczy (1979–80) | - Ignacy Ordon (1980–81) - Kazimierz Górski (1981–82) - Jerzy Kopa (1982–85) - Jerzy Engel (1985–87) - Lucjan Brychczy (1987) - Andrzej Strejlau (1987–89) - Rudolf Kapera (1989–90) - Lucjan Brychczy (1990) - Władysław Stachurski (1990–91) - Krzysztof Etmanowicz (1991–92) - Janusz Wójcik (1992–93) - Paweł Janas (1994–96) - Mirosław Jabłoński (1996) - Władysław Stachurski (1996–97) - Mirosław Jabłoński (1997–98) - Stefan Białas (1998) - Jerzy Kopa (1998) - Stefan Białas (1998–99) - Dariusz Kubicki (1999–99) - Franciszek Smuda (1999–01) - Krzysztof Gawara (2001) - Dragomir Okuka (2001–03) - Dariusz Kubicki (2003–04) - Lucjan Brychczy (2004) - Krzysztof Gawara (2004) - Jacek Zieliński (2004–05) | - Dariusz Wdowczyk (2005–07) - Jacek Zieliński (2007) - Jan Urban (2007–10) - Stefan Białas (2010) - Maciej Skorża (2010–12) - Jan Urban (2012–13) - Henning Berg (2013–2015) - Stanislav Cherchésov (2015–2016) - Besnik Hasi (2016) - Jacek Magiera (2016–2017) - Romeo Jozak (2017–2018) - Dean Klafurić (2018) - Ricardo Sá Pinto (2018–2019) - Aleksandar Vuković (2019–2020) - Czesław Michniewicz (2020–2021) - Aleksandar Vuković (2021–2022) - Kosta Runjaić (2022–2024) - Gonçalo Feio (2024–2025) - Edward Iordănescu (2025–) |

## Secciones deportivas

### Categorías inferiores
La cantera del Legia de Varsovia ha sido siempre una de las más fructíferas de Polonia, habiendo aportado nombres de gran relevancia en la historia de la Ekstraklasa tales como los técnicos Andrzej Strejlau, Janusz Żmijewski y Jacek Kazimierski, o los futbolistas Robert Lewandowski, Maciej Rybus, Rafał Wolski, Dominik Furman, los hermanos Michał y Mateusz Żyro, Mateusz Wieteska, Konrad Michalak, Radosław Majecki, Sebastian Szymański o Michał Karbownik, entre otros. El Legia II Varsovia (Legia II Warszawa) es el principal equipo filial del club y actualmente compite en la III Liga de Polonia. Fundado a mediados de la década de 1920, su objetivo es el de abastecer y suministrar nuevos futbolistas a la primera plantilla. En 1952, siete años después de retomar sus actividades tras la Segunda Guerra Mundial, el Legia II Varsovia se convirtió en el primer equipo filial del fútbol polaco en alcanzar la final de la Copa de Polonia, siendo derrotada por el Polonia Varsovia por 0-1 en el Estadio del Ejército Polaco, Varsovia. El 1 de octubre de 2019 se anunció la creación de una academia de formación para futuros futbolistas, el Legia Training Center. El nuevo centro deportivo abarca secciones desde la edad de benjamines hasta el equipo de reservas del club, y las instalaciones se ubican en el condado de Grodzisk Mazowiecki, a 30 kilómetros de Varsovia.

### Sección de baloncesto
El club varsoviano cuenta con una sección de baloncesto denominada Legia Warszawa Sekcja Koszykówki. Esta fue creada en 1929 y milita en la Polska Liga Koszykówki, la máxima categoría de baloncesto en Polonia. El Legia se convirtió en el líder indiscutible del baloncesto polaco en las décadas de 1950 y 1960, alzando siete campeonatos nacionales y dos copas nacionales. Sus mayores logros continentales han sido dos cuartos de final de la Recopa de Europa de Baloncesto alcanzados en 1968-69 y 70-71, misma ronda conseguida en la Copa de Europa de baloncesto en cuatro ocasiones: 1958, 1960-61, 1961-62 y 1963-64. En 2017, tras catorce años de ausencia en la PLK, el Legia Varsovia ascendió nuevamente a primera división.

### Otras secciones deportivas
Además del fútbol masculino, el Legia de Varsovia cuenta con su propia sección de fútbol femenino, fútbol sala y fútbol para amputados. No obstante, la primera disciplina deportiva en contar con su propia sección en el club fue la de lucha, seguida de hockey sobre hielo, ciclismo y baloncesto, todas ellas fundadas en la segunda mitad de la década de 1920. El CWKS Legia ha ampliado desde entonces su oferta deportiva, contando con numerosas secciones entre las que figuran atletismo, bádminton, boxeo, equitación, esgrima, gimnasia, halterofilia, judo, pentatlón moderno, rugby, tiro deportivo, voleibol y waterpolo, aunque otras han sido descontinuadas, como es el caso de las secciones de esquí acuático, motocross, natación, patinaje artístico y patinaje de velocidad sobre hielo, salto, speedway o vela. Entre los deportistas pertenecientes al CWKS Legia, destacan los boxeadores Tadeusz Pietrzykowski, Krzysztof Kosedowski y Wiesław Rudkowski, el jinete Jan Kowalczyk, el ciclista Czesław Lang, los atletas Andrzej Badeński, Zenón Nowosz, Marian Woronin y Maria Piątkowska, el jugador del voleibol Tomasz Wójtowicz, los luchadores de lucha grecorromana Andrzej Wroński y Włodzimierz Zawadzki, la regatista Zofia Noceti-Klepacka o la tenista Iga Świątek.